# Наумовское (Черниговская область)
Наумовское (укр. Наумівське) — село в Нежинском районе Черниговской области Украины. Население 53 человека. Занимает площадь 0,031 км².
Код КОАТУУ: 7423385902. Почтовый индекс: 16646. Телефонный код: +380 4631.

## Власть
Орган местного самоуправления — Кунашовский сельский совет. Почтовый адрес: 16646, Черниговская обл., Нежинский р-н, с. Кунашовка, ул. Ленина, 23.